# Théodore Svetoslav

Bulgarie à l'époque de Todor Svetoslav.

Théodore Svetoslav (bulgare: Тодор Светослав, Todor Svetoslav & Теодор Светослав, Teodor Svetoslav), née à une date inconnue et mort en 1322, est tsar de Bulgarie de 1300 à sa mort, deuxième souverain de la dynastie Terter installée par son père en 1280. Après s'être emparé du pouvoir en éliminant son beau-frère mongol Tzaka, il purge l'élite dirigeante de ceux soupçonnés d'avoir favorisé l'ingérence étrangère, jusqu'au patriarche Joachim III (en) qui est exécuté. Sous son règne, l'économie s'améliore et l'État bulgare s'étend vers le nord-est et en Thrace au détriment de l'Empire byzantin, vaincu en 1304.

## Biographie
Théodore Svetoslav est le fil du tsar Georges Ier Terter et d’une épouse inconnue.
Pendant le règne de son père il est otage d’abord à Constantinople, jusqu’en 1284, puis à la cour des Mongols où il avait accompagné sa sœur contrainte d’épouser Tzaka (ou Tchaka), le fils du khan Nogaï.
Il accompagne ce dernier lorsqu’il s’empare de Tarnovo et se fait proclamer tsar de Bulgarie fin 1299-début 1300. Après la défaite et la mort de Nogaï face aux troupes du khan Toqtaï de la Horde d'or, en Russie du Sud, il n’hésite pas à trahir son beau-frère qu’il fait dans un premier temps emprisonner puis étrangler. Il envoie sa tête au khan Toqtaï en gage de soumission et de vassalité. 
Théodore Svetoslav étend ensuite progressivement son pouvoir sur la Bessarabie jusqu’à Kilia et aux rives du Dniestr en occupant l’espace laissé libre par le reflux des Mongols. Il prend également l’offensive en Thrace du Nord et occupe les ports byzantins de la mer Noire de Messembria et Anchialos. Les Byzantins contre-attaquent mais Théodore Stetoslav les défait à la bataille de Skafida en 1304. 
En 1307 il signe la paix avec Byzance qui reconnaît ses conquêtes et, en 1320, il épouse Théodora, une fille de l’empereur associé Michel IX Paléologue.
À sa mort en 1322, il a pour successeur Georges II Terter, le fils qu’il avait eu d’une première union à la cour de Nogaï avec une parente d’Euphrosyne, l’épouse du khan qui était une fille illégitime de l'empereur byzantin Michel VIII Paléologue.

## Union et descendance
Théodore Svetoslav eut deux épouses :
1) Euphrosyne, fille de Mankus
- Georges II Terter

2) en 1320, Théodora Paléologue, fille de Michel IX Paléologue.